# Академическая гребля на летних Олимпийских играх 2008 — четвёрки (мужчины)
Соревнования четвёрок в академической гребле среди мужчин на летних Олимпийских играх 2008 прошли с 9 до 16 августа. Приняли участие 52 спортсмена из 13 стран.

## Призёры
| Золото                                                                 | Серебро                                                                              | Бронза                                                                    |
| Великобритания Том Джеймс · Стив Уильямс · Пит Рид · Эндрю Триггз-Ходж | Австралия Мэтт Райан · Джеймс Мэрбёрдж · Кэмерон Маккензи-Макхарг · Фрэнсис Хеджерти | Франция Жюльен Деспре · Бенжамен Рондо · Жермен Шарден · Дориан Мортелетт |

## Рекорды
| Мировое лучшее время | Германия Себастьян Торманн, Пауль Динстбах, Филипп Штуэр, Бернд Хайдикер | 5:41,35 | Севилья, Испания | 2002 год |

## Результаты

### Отборочные гонки
Занявшие 1-3 места проходят в полуфинал, остальные в дополнительную гонку.
| Место | Спортсмены                                                                    | Результат |
| ----- | ----------------------------------------------------------------------------- | --------- |
| 1     | Великобритания Том Джеймс, Стив Уильямс, Пит Рид, Эндрю Триггз-Ходж           | 6:00,59   |
| 2     | Италия Карло Морнати, Алессио Сартори, Никколо Морнати, Лоренцо Карбончини    | 6:02,84   |
| 3     | США Дэвид Бэнкс, Пол Тети, Джузеппе Ланцоне, Бретт Ньюлин                     | 6:03,96   |
| 4     | Китай Чжан Синбо, Чжао Линьцюань, Го Кан, Сун Кай                             | 6:09,64   |
| 5     | Беларусь Андрей Демьяненко, Вадим Лялин, Евгений Носов, Александр Казубовский | 6:12,63   |

| Место | Спортсмены                                                                  | Результат |
| ----- | --------------------------------------------------------------------------- | --------- |
| 1     | Нидерланды Герт Сиркел, Маттейс Велленга, Ян-Виллем Габриелс, Гейс Вермёлен | 6:00,50   |
| 2     | Новая Зеландия Карл Мейер, Джеймс Доллинджер, Эрик Мюррей, Хэмиш Бонд       | 6:00,73   |
| 3     | Словения Томаз Пирих, Рок Розман, Рок Коландер, Миха Пирих                  | 6:03,78   |
| 4     | Чехия Ян Грубер, Михал Хорват, Милан Брунцвик, Карел Неффе                  | 6:10,36   |

| Место | Спортсмены                                                                        | Результат |
| ----- | --------------------------------------------------------------------------------- | --------- |
| 1     | Австралия Мэтт Райан, Джеймс Мэрбёрдж, Кэмерон МакКензи-МакХарг, Фрэнсис Хеджерти | 6:00,40   |
| 2     | Германия Грегор Хауффе, Тони Зайферт, Урс Кеуфер, Филип Камиль Адамски            | 6:00,95   |
| 3     | Ирландия Кормак Фолан, Шон Кэйси, Джонно Девлин, Шон О’Нилл                       | 6:02,85   |
| 4     | Франция Жюльен Деспре, Бенжамен Рондо, Жермен Шарден, Дориан Мортелетт            | 6:05,00   |

### Дополнительная гонка
Занявшие 1-3 места проходят в полуфинал, последние становятся последними по итогам всего соревнования.
| Место | Спортсмены                                                                    | Результат |
| ----- | ----------------------------------------------------------------------------- | --------- |
| 1     | Чехия Ян Грубер, Михал Хорват, Милан Брунцвик, Карел Неффе                    | 5:58,69   |
| 2     | Франция Жюльен Деспре, Бенжамен Рондо, Жермен Шардин, Дориан Мортелетт        | 6:00,01   |
| 3     | Беларусь Андрей Демьяненко, Вадим Лялин, Евгений Носов, Александр Казубовский | 6:00,44   |
| 4     | Китай Чжан Синбо, Чжао Линьцюань, Го Кан, Сун Кай                             | 6:02,37   |

### Полуфинал
Занявшие 1-3 места проходят в финал A, остальные в финал B.
| Место | Спортсмены                                                                        | Результат |
| ----- | --------------------------------------------------------------------------------- | --------- |
| 1     | Великобритания Том Джеймс, Стив Уильямс, Пит Рид, Эндрю Триггз-Ходж               | 5:54,77   |
| 2     | Австралия Мэтт Райан, Джеймс Мэрбёрдж, Кэмерон МакКензи-МакХарг, Фрэнсис Хеджерти | 5:56,20   |
| 3     | Франция Жюльен Деспре, Бенжамен Рондо, Жермен Шарден, Дориан Мортелетт            | 5:56,73   |
| 4     | Новая Зеландия Карл Мейер, Джеймс Доллинджер, Эрик Мюррей, Хэмиш Бонд             | 5:57,31   |
| 5     | США Дэвид Бэнкс, Пол Тети, Джузеппе Ланцоне, Бретт Ньюлин                         | 5:57,52   |
| 6     | Ирландия Кормак Фолан, Шон Кэйси, Джонно Девлин, Шон О’Нилл                       | 5:58,14   |

| Место | Спортсмены                                                                    | Результат |
| ----- | ----------------------------------------------------------------------------- | --------- |
| 1     | Словения Томаз Пирих, Рок Розман, Рок Коландер, Миха Пирих                    | 5:56,08   |
| 2     | Чехия Ян Грубер, Михал Хорват, Милан Брунцвик, Карел Неффе                    | 5:58,02   |
| 3     | Германия Грегор Хауффе, Тони Зайферт, Урс Кеуфер, Филип Камиль Адамски        | 5:58,72   |
| 4     | Нидерланды Герт Сиркел, Маттейс Велленга, Ян-Виллем Габриелс, Гейс Вермёлен   | 6:02,46   |
| 5     | Беларусь Андрей Демьяненко, Вадим Лялин, Евгений Носов, Александр Казубовский | 6:02,79   |
| 6     | Италия Карло Морнати, Алессио Сартори, Никколо Морнати, Лоренцо Карбончини    | 6:05,21   |

### Финалы

#### Финал B
| Место | Спортсмены                                                                    | Результат |
| ----- | ----------------------------------------------------------------------------- | --------- |
| 1     | Новая Зеландия Карл Мейер, Джеймс Доллинджер, Эрик Мюррей, Хэмиш Бонд         | 6:06,30   |
| 2     | Нидерланды Герт Сиркел, Маттейс Велленга, Ян-Виллем Габриелс, Гейс Вермёлен   | 6:06,37   |
| 3     | США Дэвид Бэнкс, Пол Тети, Джузеппе Ланцоне, Бретт Ньюлин                     | 6:07,17   |
| 4     | Ирландия Кормак Фолан, Шон Кэйси, Джонно Девлин, Шон О’Нилл                   | 6:07,97   |
| 5     | Италия Карло Морнати, Алессио Сартори, Никколо Морнати, Лоренцо Карбончини    | 6:08,77   |
| 6     | Беларусь Андрей Демьяненко, Вадим Лялин, Евгений Носов, Александр Казубовский | 6:12,54   |

#### Финал A
| Место | Спортсмены                                                                        | Результат |
| ----- | --------------------------------------------------------------------------------- | --------- |
| 1     | Великобритания Том Джеймс, Стив Уильямс, Пит Рид, Эндрю Триггз-Ходж               | 6:06,57   |
| 2     | Австралия Мэтт Райан, Джеймс Мэрбёрдж, Кэмерон Маккензи-Макхарг, Фрэнсис Хеджерти | 6:07,85   |
| 3     | Франция Жюльен Деспре, Бенжамен Рондо, Жермен Шарден, Дориан Мортелетт            | 6:09,31   |
| 4     | Словения Томаж Пирих, Рок Розман, Рок Коландер, Миха Пирих                        | 6:11,62   |
| 5     | Чехия Ян Грубер, Михал Хорват, Милан Брунцвик, Карел Неффе                        | 6:16,56   |
| 6     | Германия Грегор Хауффе, Тони Зайферт, Урс Кеуфер, Филип Камиль Адамски            | 6:19,63   |